# Daniela Strigl

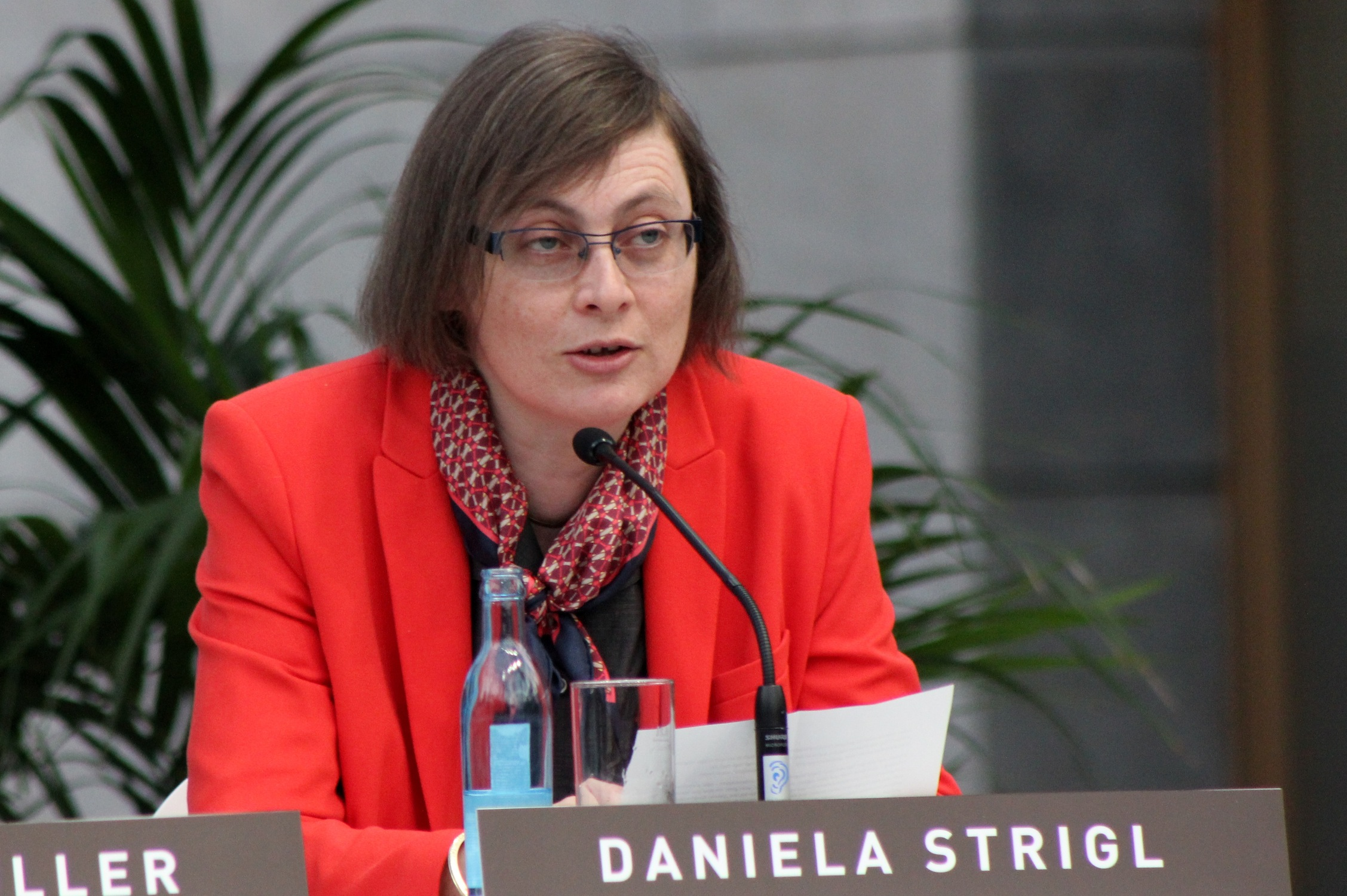
Daniela Strigl an der Leipziger Buchmesse 2013

Daniela Strigl (* 23. November 1964 in Wien) ist eine österreichische Germanistin, Literaturwissenschaftlerin und Literaturkritikerin.

## Leben
Daniela Strigl studierte in Wien und promovierte bei Wendelin Schmidt-Dengler über Theodor Kramer. Sie publiziert Essays und Kritiken in überregionalen Medien wie Der Standard, Die Presse und Literatur und Kritik. Seit 2007 lehrt sie als Privatdozentin an der Universität Wien Neuere deutsche Literatur.
Von 2003 bis 2008 sowie ab 2011 war Strigl Jurorin beim Ingeborg-Bachmann-Preis. Im Oktober 2014 gab sie ihre Jurytätigkeit überraschend auf. In einer Presseerklärung nannte sie als Grund für den Rückzug, dass sie im Januar nach dem Ausscheiden von Burkhard Spinnen vom ORF-Landesstudio-Kärnten angefragt worden sei, den Juryvorsitz zu übernehmen. Nach ihrer im Juli gegebenen Zusage sei sie aber wieder ausgeladen worden, da man beschlossen habe, den Vorsitz Hubert Winkels anzutragen.
2009 war sie Jurorin beim Deutschen Buchpreis und seit 2013 ist sie Mitglied der Jury für den Preis der Leipziger Buchmesse. Seit 2009 ist sie auch Mitglied der fünfköpfigen Jury des Franz-Tumler-Literaturpreises und des Bremer Literaturpreises.
Seit 2022 ist Strigl Mitglied der Deutschen Akademie für Sprache und Dichtung.
Strigl gehört seit 2023 der Jury des Tractatus-Preises für philosophische Essayistik an.

## Forschungsschwerpunkte
- Österreichische Literatur des 19. und 20. Jahrhunderts
- Deutschsprachige Gegenwartsliteratur
- Deutschsprachige Lyrik des 20. Jahrhunderts
- Realismus (Marie von Ebner-Eschenbach, Peter Rosegger)
- Deutsche Neuromantik (Christian Morgenstern)
- Literaturkritik[8]

## Auszeichnungen
- 2001: Österreichischer Staatspreis für Literaturkritik
- 2007: Max-Kade-Essaypreis
- 2013: Alfred-Kerr-Preis[9]
- 2015: Berliner Preis für Literaturkritik
- 2019: Johann-Heinrich-Merck-Preis für literarische Kritik[10]

## Werke und Herausgeberschaften
- Wo niemand zuhaus ist, da bin ich zuhaus. Theodor Kramer, Heimatdichter und Sozialdemokrat zwischen den Fronten. Wien 1993.
- (Hrsg.) Walter Buchebner: zeit aus zellulose. Gedichte. Graz 1994.
- Marlen Haushofer. Biografie, Wien 2000, ISBN 3-546-00187-7.
- (Hrsg.) Frauen verstehen keinen Spaß. Wien 2002.
- (Hrsg.) Im Keller. Der Untergrund des literarischen Aufbruchs nach 1945. Wien 2006 (gemeinsam mit Evelyne Polt-Heinzl)
- (Hrsg. gemeinsam mit Konstantin Kaiser u. Miguel Herz-Kestranek) In welcher Sprache träumen Sie? Österreichische Exillyrik. Verlag der Theodor Kramer Gesellschaft, Wien 2007, ISBN 978-3-901602-25-2.
- (Hrsg.) zusammen mit Herbert Ohrlinger: Grenzgänge – Der Schriftsteller Karl-Markus Gauß. Zsolnay Verlag, Wien 2010, ISBN 978-3-552-05513-1.
- (Hrsg.) Walter Buchebner: ich die eule aus wien. Gedichte, Manifeste, Tagebücher. Wien 2012.
- mit Roland Knie und Alfred J. Noll: Walther Rode. Aspekte seiner Biografie. Czernin Verlag, Wien 2015, ISBN 978-3-7076-0556-3.
- Berühmt sein ist nichts. Marie von Ebner-Eschenbach: eine Biographie. Residenz Verlag, Salzburg/Wien 2016, ISBN 978-3-7017-3340-8.
- Alles muss man selber machen. Biographie Kritik Essay (= Grazer Vorlesungen zur Kunst des Schreibens. Band 1). Droschl, Graz 2018, ISBN 978-3-99059-012-6.
- (Hrsg.): Peter Rosegger: Ausgewählte Werke in Einzelbänden. [4 Bde.] Mit Materialien, Kommentar und Nachwort. Styria Verlag, Graz-Wien 2018, ISBN 978-3-222-13595-8.
- Sinn und Sinnlichkeit. Lesen, verstehen, schwelgen. Münchner Reden zur Poesie, Stiftung Lyrik Kabinett, München 2021, ISBN 978-3-938776-56-8.

- Zum Trotz. Erkundung einer zwiespältigen Eigenschaft, Residenz Verlag, Salzburg/Wien 2025, ISBN  978-3-7017-3635-5.

## Fachbeiträge (Auswahl)
- Minimalismus als Anspruch. Über das Kulinarische in Elfriede Gerstls Lyrik. In: Konstanze Fliedl und Christa Gürtler (Hrsg.). Elfriede Gerstl. Droschl Verlag, Graz-Wien 2002, ISBN 3-85420-601-1, S. 165–185
- Parforceritt in die Moderne. Hugo von Hofmannsthals „Reitergeschichte“. In: Violetta L. Waibel, Konrad Paul Liessmann (Hrsg.): Es gibt Kunstwerke – Wie sind sie möglich? Wilhelm Fink Verlag, Paderborn 2014, ISBN 978-3-7705-5780-6, S. 333–352
- Wirklicher als die wirkliche Welt. Der Baron Bagge als Reflex des habsburgischen Mythos. In: Margit Dirscherl/Oliver Jahraus (Hrsg.): Prekäre Identitäten. Historische Umbrüche, ihre politische Erfahrung und literarische Verarbeitung im Werk Alexander Lernet-Holenias. Königshausen & Neumann Verlag, Würzburg 2019, ISBN 978-3-8260-6764-8, S. 249–270

## Zeitungsartikel
- Zurückbleiben bitte. Der Standard. 8. Oktober 2010, über Ansagetexte in den öffentlichen Verkehrsmitteln Wiens
- Brüssel, Brandschutz, Bildung: Bürokraten im Baurausch, Der Standard. 22. Juni 2012, über Brandschutzmaßnahmen an der Universität Wien.
- Die Ausgesperrten. Falter. 27. Mai 2020, über die COVID-19-bedingte Sperre der Universität Wien
- Eine Impfpflicht mit Augenzwinkern. Die Presse 17. Februar 2022, über den Umgang der österreichischen Regierung mit der von ihr selbst eingeführten Impfpflicht.
- In Zeiten der Energieknappheit wird die Faulheit zur klimaschonenden Tugend. Neue Zürcher Zeitung 1. Dezember 2022, über das Konzept der Faulheit. (kostenpflichtiger Artikel)